# Boulala (Burkina Faso)
Pour les articles homonymes, voir Boulala.
Boulala est une commune rurale située dans le département de Laye de la province du Kourwéogo dans la région Plateau-Central au Burkina Faso.

## Géographie
Boulala se trouve à 4 km au nord de Laye et à environ 15 km au sud-est de Boussé, le chef-lieu provincial.

## Santé et éducation
Le centre de soins le plus proche de Boulala est le centre de santé et de promotion sociale (CSPS) de Sapéo tandis que le centre médical avec antenne chirurgicale (CMA) de la province se trouve à Boussé.